# Maslianico
Maslianico (Maslianich in dialetto comasco, AFI: /maˈʒljanik/) è un comune italiano di 3 136 abitanti della provincia di Como in Lombardia.
Il campo sportivo di Maslianico veniva usato dal FC Chiasso durante la parentesi nel campionato italiano (1914-1923). Maslianico ha la società sportiva dilettante di calcio più vecchia della provincia di Como, fondata nel 1902.
La parrocchia di Maslianico fa parte della Comunità della Beata Vergine del Bisbino.
È il settimo comune più piccolo d'Italia.

## Storia

### Dal Medioevo alla costituzione del Regno Lombardo-Veneto
Già attestato come comune autonomo nel XII secolo, nel 1335 il "comune de Marsilianigo" risulta inserito nella pieve di Zezio e incaricato della manutenzione del tratto di via Regina da "dicta schalla in sursum" fino "ad fenestram que est in domo derupata que est prope viam".
Inserito nella stessa pieve anche nel XVI secolo, nel 1644 il comune di Maslianico risulta far parte della pieve di Nesso. Tre anni dopo sia il comune sia una porzione della pieve stessa furono infeudati da un membro della famiglia Gallio, la quale esercitò i propri benefici feudali sul territorio maslianichese fin'oltre la metà del XVIII secolo.
Nel 1751 Maslianico comprendeva già i cassinaggi di Cocera, Serena, Molino, "Folla della Carta", Majetto, Folla, "Molino novo", Cassina, [Carpusie], Giardino, Sovernigo, Campagniaga e Vergnanico. Cinque anni più tardi, il comune venne scorporato dalla pieve di Nesso per essere inserito nella nuova pieve di Zezio superiore.
Un decreto di riorganizzazione amministrativa del Regno d'Italia napoleonico datato 1807 sancì l'annessione, da parte del comune di Rovenna con Stimianico, del territorio di Maslianico. La decisione fu tuttavia abrogata con la Restaurazione, che comportò la ricostituzione del comune di Maslianico all'interno del Regno Lombardo-Veneto.

### Dal Risorgimento ai giorni nostri

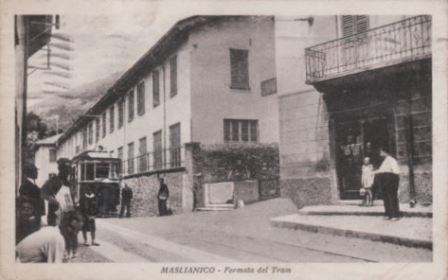
Il tram a Maslianico nella prima metà del Novecento

All'alba del 20 marzo 1848, vi transitò il colonnello ticinese Antonio Arcioni, che giungeva con nove esuli italiani a dar manforte ai comaschi alle Cinque Giornate di Como: ebbe uno scontro a fuoco con i croati propri a Maslianico, tornò per farsi medicare a Chiasso, rientrò, si imbarcò a Tavernola, sbarcò a Sant'Agostino e diede un utile contributo alla presa della Caserma San Francesco.
Nella prima decade di agosto del 1848 vi passò Giuseppe Mazzini, diretto all'esilio in Svizzera, che depositò ai gendarmi ticinesi la sua carabina.
Nel gennaio del 1851, vi venne arrestato il comasco Luigi Dottesio, in occasione di un viaggio di ritorno da Capolago a Como, poi fatto impiccare dal Radetzky a Venezia, il successivo 11 ottobre.
Nel febbraio 1944 espatriò di qui in Svizzera il latinista antifascista Concetto Marchesi. 
Al referendum del 2 e 3 giugno 1946 il 71,2% votò per la Repubblica e solo il 28,8% per la monarchia.
Sia il 27 maggio 2002 sia tra il 27 luglio e il 2 agosto 2021 Maslianico fu colpito da eccezionali precipitazioni che provocarono frane ed esondazioni di alcuni dei corsi d'acqua che attraversano il territorio comunale.

### Simboli
Lo stemma e il gonfalone del comune di Maslianico sono stati approvati con delibera comunale del 29 novembre 2007 e concessi con il decreto del presidente della Repubblica del 9 aprile 2008.
Il gonfalone è un drappo di giallo.
Nello stemma compaiono gli elementi che meglio rappresentano il territorio e la sua storia: il palo ondato azzurro per il torrente Breggia e la roggia Molinara; le macine per i mulini e le cartiere; gli attributi tradizionali dei santi Ambrogio (il pastorale) e Teresa del Bambino Gesù (le rose)  per le sue chiese.

## Monumenti e luoghi d'interesse

### Architetture religiose

#### Chiesa di Sant'Ambrogio

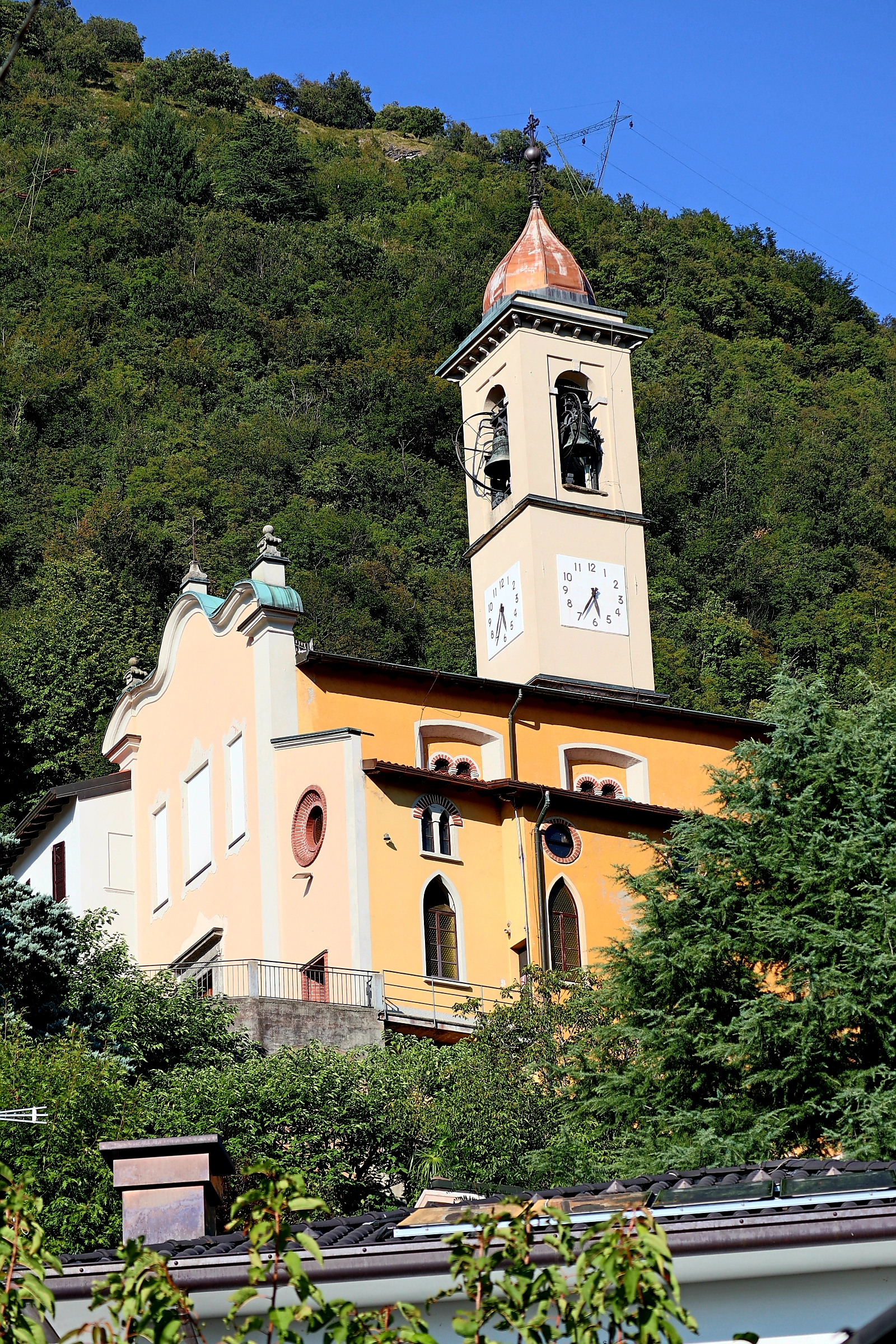
Chiesa di Sant'Ambrogio

Già attestata nel 1290, la chiesa di Sant'Ambrogio fu elevata al rango di parrocchiale nel 1736. e oggetto di importanti modifiche architettoniche tra il 1744 e il 1749. A una fase precedente a questi interventi risale l'affresco di Sant'Ambrogio che ferma Teodosio (XVII secolo), riportato alla luce durante alcuni lavori nel 1974.
Non è da escludere che la dedicazione dell'edificio religioso derivi da qualche legame tra le fattorie della zona e analoghe economie situate in territori di Ramponio Verna e/o di Campione d'Italia appartenenti all'abbazia milanese di Sant'Ambrogio. Al tempo della visita pastorale di Filippo Archinti (1597), presso la chiesa si trovava un monastero femminile.
Al suo interno, la chiesa conserva affreschi del comasco Giovanni Paolo Recchi e, nel coro rifatto nel 1845, un altare trasportato a Maslianico dal soppresso convento di San Giovanni in Pedemonte. In precedenza, l'altare della chiesa di Sant'Ambrogio ospitava una pala del XVII secolo, raffigurante una Crocefissione tra San Giovanni, la Madonna, e i santi Ambrogio e Marta. Le due statue in controfacciata, raffiguranti i santi Ambrogio e Giovanni sono databili al periodo in cui la chiesa divenne sede di parrocchia.
Dalla chiesa di Sant'Ambrogio proviene anche una vetrata, conservata nella casa parrocchiale, che rappresenta il santo titolare. Oggetto di rimaneggiamenti, la vetrata comprende elementi databili al tardo Quattrocento.

#### Chiesa di Santa Teresa

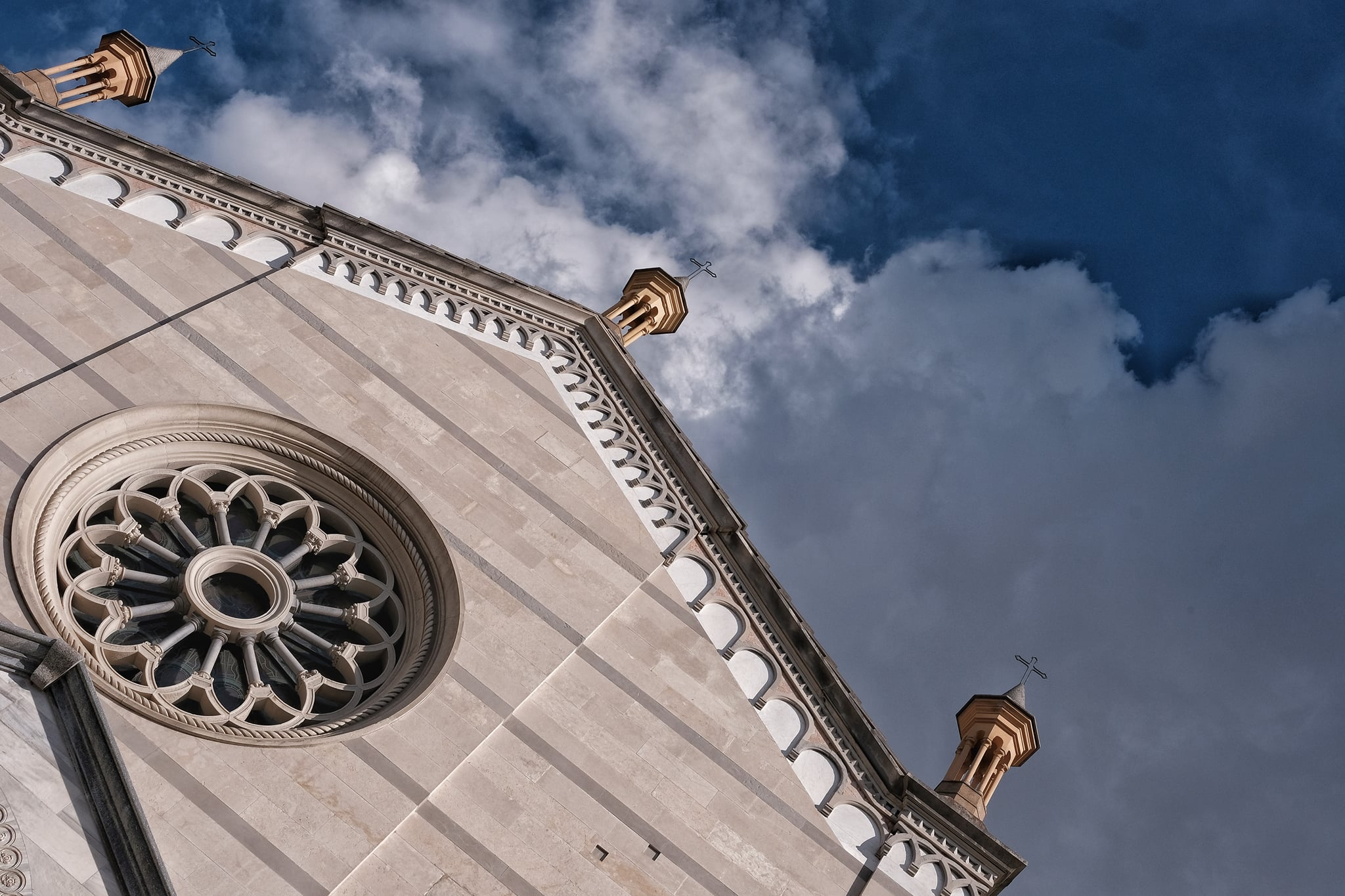
Chiesa di Santa Teresa

Dedicata a Santa Teresa del Bambino Gesù, la parrocchiale fu costruita in stile neo-romanico negli anni 1935-1936, per poi essere elevata al titolo di Santuario dal vescovo Alessandro Macchi nel 1937.

### Altro
- Targa commemorativa del luogo di cattura di Luigi Dottesio, nei pressi del valico di Roggiana.[28]

## Società

### Evoluzione demografica

#### Demografia pre-unitaria
- 1771: 263 abitanti[9]
- 1799: 294 abitanti[10]
- 1805: 326 abitanti[10]
- 1809: 308 abitanti (prima dell'aggregazione a Rovenna)[10]
- 1853: 577 abitanti[11]

#### Demografia post-unitaria
Abitanti censiti

### Etnie e minoranze straniere
Secondo le statistiche ISTAT al 1º gennaio 2017 la popolazione straniera residente nel comune era di 265 persone, pari all'8% della popolazione. Le nazionalità maggiormente rappresentate in base alla loro percentuale sul totale della popolazione residente erano:
- Sri Lanka 41
- Romania 36
- Nigeria 20

## Economia

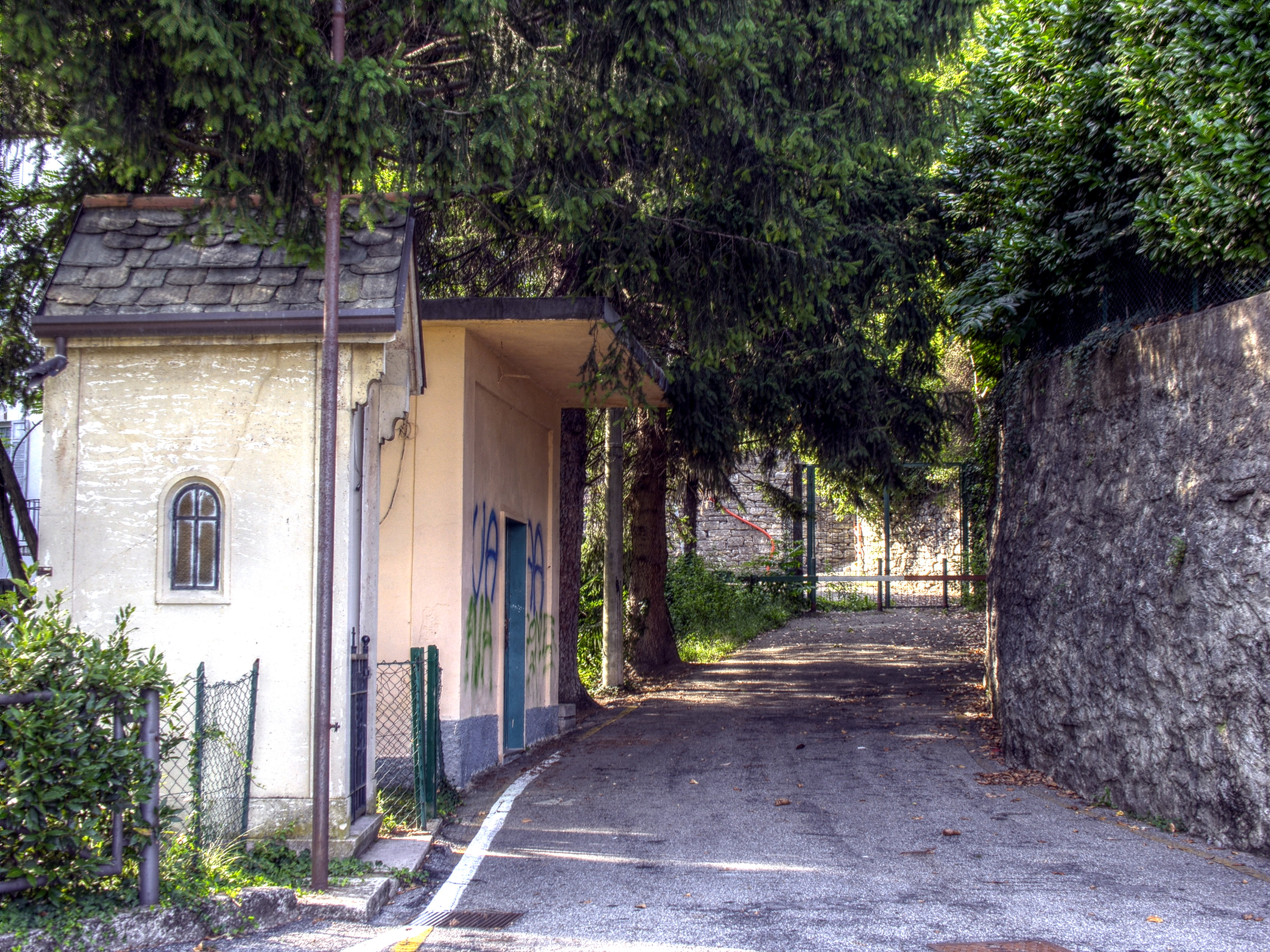
Valico Maslianico-Roggiana

Dopo essere stato a lungo un territorio ricco di mulini per la macinazione del frumento (a tal fine fu costruita la Roggia Molinaria, un canale di derivazione delle acque del Breggia), tra la seconda metà del XIX secolo e la fine del successivo Maslianico si scoprì un centro molto attivo nell'industria della carta. Tra le varie cartiere aperte in paese, si ricorda uno stabilimento della Burgo.
Sul territorio di Maslianico sono presenti due valichi di confine con la Svizzera, entrambi che conducono nel territorio del comune elvetico di Vacallo:
- nella parte bassa del paese: la dogana che mette in comunicazione Maslianico con la località di Pizzamiglio;
- nella parte alta si trova invece il valico che conduce nella zona di Roggiana.

## Infrastrutture e trasporti
Fra il 1911 e il 1938 la località ospitava un'importante fermata della tranvia Como-Cernobbio-Maslianico, in seguito sostituita da una filovia.

## Sport
Famosa la squadra di calcio in cui mosse i primi passi il futuro campione del mondo Claudio Gentile.

## Galleria d'immagini

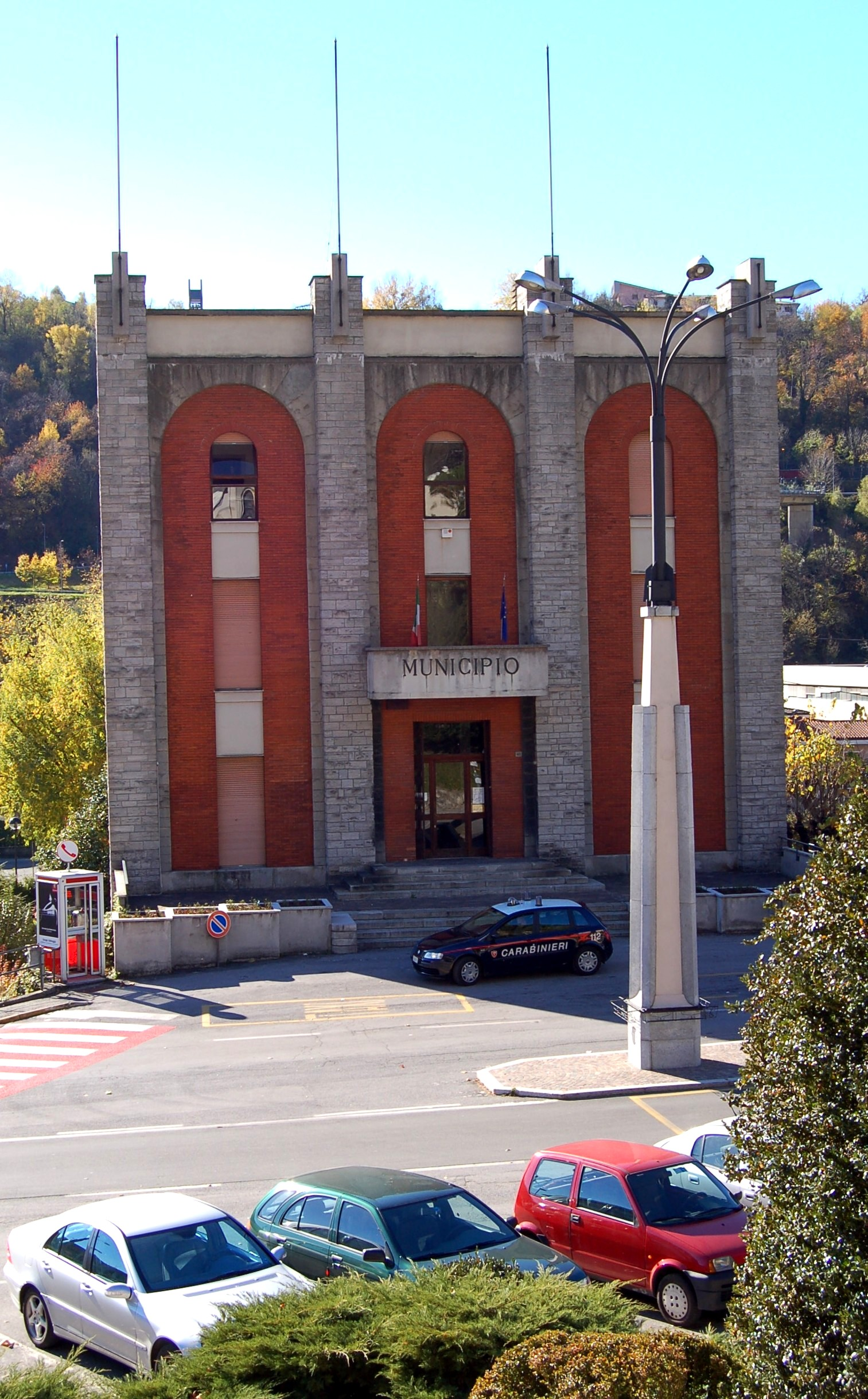
Maslianico, Municipio